# الیاس کرختا
الیاس کِرِِخِتا (اسپانیایی: Elías Querejeta‎؛ تلفظ اسپانیایی: [eˈli.as keɾeˈxeta]؛ ۲۷ اکتبر ۱۹۳۴ – ۹ ژوئن ۲۰۱۳) تهیه‌کننده فیلم و بازیکن سابق باشگاه فوتبال رئال سوسیداد اهل اسپانیا بود.
وی تهیه‌کنندهٔ برخی از فیلم‌های مشهور دههٔ ۶۰ و ۷۰ میلادی اسپانیا بود و با کارگردانان بزرگی همچون کارلوس سائورا، ویکتور اریسه، مونچو آرمنداریس و فرناندو لئون د آرانوا همکاری داشت.
از فیلم‌ها یا مجموعه‌های تلویزیونی که وی در آن‌ها نقش داشته است می‌توان به داستان‌هایی از کرونن، آخرین ملاقات و باغ لذت‌ها اشاره نمود.